# Lurøykalven
Lurøykalven est une île dans le landskap Sunnhordland du comté de Vestland. Elle appartient administrativement à Lindås.

## Géographie
Rocheuse et couverte d'arbres, elle s'étend sur environ 1,425 km de longueur pour une largeur approximative de 388 m. 